# Juan Tizol
Juan Tizol Martínez, né le 22 janvier 1900 à Vega Baja et mort le 23 avril 1984 à Inglewood, est un tromboniste (trombone à pistons) et compositeur portoricain. Il est surtout connu comme un membre de l'orchestre de Duke Ellington, et comme le co-compositeur des standards de jazz Caravan, Pyramid et Perdido (en).

## Biographie
Il étudie le trombone avec Manual Tizol, son oncle, membre de la fanfare municipale de San Juan. Il utilise un trombone à pistons adopté à Porto Rico. Il se rend aux États-Unis en 1920 et entre en 1929 dans l'orchestre de Duke Ellington où il reste jusqu'en 1944. Il devient alors membre de l'orchestre dirigé par Harry James, tout en continuant à se produire avec Duke Ellington. Il joue également à la télévision avec Frank Sinatra et Nat King Cole. Il a contribué à introduire le type de jazz cubain, dont sa chanson Caravan est devenue un spécimen populaire.

### Dictionnaires et encyclopédies
- Theodore Baker et Alain Pâris (trad. Marie-Stella Pâris), Dictionnaire biographique des musiciens, R. Laffont, 1995 (ISBN 2-221-90103-7, 978-2-221-90103-8 et 2-221-06510-7, OCLC 896013421, lire en ligne)